# On a Roll
«On a Roll» — песня американской певицы Майли Сайрус, записанная под псевдонимом Ashley O для третьего и финального эпизода пятого сезона «Рейчел, Джек и Эшли Два» научно-фантастического телесериала Чёрное зеркало (Black Mirror). Эпизод телесериала вышел в эфир 5 июня, а песня распространялась в качестве сингла с 14 июня 2019 года лейблами RCA Records и The Null Corporation.

## История
Этот трек базируется на песне «Head Like a Hole» — сингле 1989 года американской индастриал-рок-группы Nine Inch Nails из их дебютного студийного альбома Pretty Hate Machine. Поэтому одним из авторов «On a Roll» заявлен фронтмен Nine Inch Nails Трент Резнор.
30 июня 2019 года Сайрус исполнила песни «On a Roll» и «Head Like a Hole» во время своего выступления на рок-фестивале Glastonbury Festival 2019, прошедшем в Pilton, Somerset (Великобритания).
Благодаря этому синглу Сайрус вошла в элитную группу сольных музыкантов, которые участвовали в хит-парадах со своими синглами и альбомами под тремя разными именами. Ранее Сайрус была в чартах Billboard под своим собственным именем и под псевдонимом Hannah Montana из диснеевского сериала Ханна Монтана. И как Cyrus/Montana она с 2006 по 2013 годы пять раз со своими альбомами возглавляла чарт Billboard 200, а её сингл «Wrecking Ball» три недели был на вершине синглового хит-парада Hot 100 в 2013 году. Ранее Sean Combs появлялся в чартах под тремя разными псевдонимами (Puff Daddy, P. Diddy и Diddy), как и Джон Мелленкамп (John Cougar, John Cougar Mellencamp и John Mellencamp). Также Принс имел несколько имён (Prince, symbol, The Artist и как автор Christopher для песни «Manic Monday» группы Bangles, № 2 в 1986 году; как Alexander Nevermind на сингле «Sugar Walls» певицы Sheena Easton, № 9 в 1985 году).
Официальное музыкальное видео для песни «On a Roll» вышло 13 июня 2019 года на аккаунте компании Netflix на канале YouTube.

## Список треков
Слова и музыка всех песен — Трент Резнор.
| №                   | Название               | Длительность |
| ------------------- | ---------------------- | ------------ |
| 1.                  | «On a Roll»            | 2:34         |
| 2.                  | «Right Where I Belong» | 2:11         |
| Общая длительность: | Общая длительность:    | 4:45         |

## Участники записи
По данным Tidal.
- Майли Сайрус — вокал
- Chiara Hunter — бэк-вокал
- The Invisible Men — продюсирование, микширование
- Dylan Cooper — клавишные, программирование
- George Astasio — клавишные, программирование
- Jason Pebworth — клавишные, программирование
- Jon Shave — клавишные, программирование, звукорежиссёр
- Murray C. Anderson — звукорежиссёр
- Jethro Harris — ассистент звукорежиссёра

## Чарты
| Чарт (2019)                            | Высшая позиция |
| -------------------------------------- | -------------- |
| Австралия (ARIA)                       | 86             |
| Канада (Billboard Canadian Hot 100)    | 77             |
| Чехия (Singles Digitál Top 100)        | 49             |
| Венгрия (Single Top 40)                | 26             |
| Венгрия (Stream Top 40)                | 36             |
| Ирландия (IRMA)                        | 35             |
| Латвия (LAIPA)                         | 27             |
| Литва (AGATA)                          | 21             |
| New Zealand Hot Singles (RMNZ)         | 18             |
| Шотландия (OCC Scotland)               | 44             |
| Словакия (Singles Digitál Top 100)     | 31             |
| Великобритания (OCC UK Singles)        | 65             |
| США (Billboard Bubbling Under Hot 100) | 16             |
| США (Billboard Dance Club Songs)       | 3              |
| US Rolling Stone Top 100               | 99             |